# Maybelline
Maybelline er et makeupmærke, der blev grundlagt i 1915, da kemikeren T. L. Williams fik ideen til den første moderne mascara, der var en blanding af vaseline og kulstøv.
Mærket ejes i dag af kosmetikvirksomheden L'Oréal.